# Rézszínű galamb
A rézszínű galamb (Columba punicea) a madarak osztályának galambalakúak (Columbiformes) rendjéhez és a galambfélék (Columbidae) családjához tartozó faj.

## Rendszerezése
A fajt Edward Blyth angol zoológus írta le 1842-ben, Columba (Alsocomus) puniceus néven.

## Előfordulása
Dél- és Délkelet-Ázsiában, Banglades, India, Laosz, Kambodzsa, Malajzia, Mianmar, Srí Lanka, Thaiföld és Vietnám területén honos. Kínából valószínűleg kihalt. 
Természetes élőhelyei a szubtrópusi vagy trópusi síkvidéki és hegyi esőerdők, mangroveerdők és cserjések, valamint ültetvények és szántóföldek. Állandó, nem vonuló faj.

## Megjelenése
Testhossza 41 centiméter, testtömege 370-510 gramm.

## Életmódja
Magvakkal és lehullott gyümölcsökkel táplálkozik.

## Természetvédelmi helyzete
Az elterjedési területe rendkívül nagy, egyedszáma 2500-9999 példány közötti és csökken. A Természetvédelmi Világszövetség Vörös listáján sebezhető fajként szerepel.